# Masłów (gemeente)
De gemeente Masłów is een landgemeente in het Poolse woiwodschap Święty Krzyż, in powiat Kielecki.
De zetel van de gemeente is in Masłów (tot 30 december 1999 Masłów Pierwszy genoemd).
Op 30 juni 2004 telde de gemeente 9442 inwoners. In 2016 was dit aantal opgelopen tot 10638.

## Oppervlakte gegevens
In 2002 bedroeg de totale oppervlakte van gemeente Masłów 86,27 km², waarvan:
- agrarisch gebied: 52%
- bossen: 37%

De gemeente beslaat 3,84% van de totale oppervlakte van de powiat.

## Demografie
Stand op 30 juni 2004:
| Omschrijving                   | Totaal | Totaal | Vrouwen | Vrouwen | Mannen | Mannen |
| ------------------------------ | ------ | ------ | ------- | ------- | ------ | ------ |
| eenheid                        | aantal | %      | aantal  | %       | aantal | %      |
| inwoners                       | 9442   | 100    | 4672    | 49,5    | 4770   | 50,5   |
| bevolkingsdichtheid (inw./km²) | 109,4  | 109,4  | 54,2    | 54,2    | 55,3   | 55,3   |

In 2002 bedroeg het gemiddelde inkomen per inwoner 1278,99 zł.

## Plaatsen
- Barcza
- Brzezinki
- Ciekoty
- Domaszowice
- Dąbrowa
- Masłów Drugi
- Masłów Pierwszy
- Mąchocice Kapitulne
- Mąchocice-Scholasteria
- Wiśniówka
- Wola Kopcowa

## Aangrenzende gemeenten
Bodzentyn, Górno, Kielce, Łączna, Miedziana Góra, Zagnańsk